# Municipio de Monterey (Ohio)
El municipio de Monterey (en inglés: Monterey Township) es un municipio ubicado en el condado de Putnam en el estado estadounidense de Ohio. En el año 2010 tenía una población de 2068 habitantes y una densidad poblacional de 32,38 personas por km².

## Geografía
El municipio de Monterey se encuentra ubicado en las coordenadas 40°56′51″N 84°21′36″O / 40.94750, -84.36000. Según la Oficina del Censo de los Estados Unidos, el municipio tiene una superficie total de 63.87 km², de la cual 63,72 km² corresponden a tierra firme y (0,24 %) 0,15 km² es agua.

## Demografía
Según el censo de 2010, había 2068 personas residiendo en el municipio de Monterey. La densidad de población era de 32,38 hab./km². De los 2068 habitantes, el municipio de Monterey estaba compuesto por el 98,65 % blancos, el 0,29 % eran afroamericanos, el 0,39 % eran asiáticos, el 0,44 % eran de otras razas y el 0,24 % eran de una mezcla de razas. Del total de la población el 0,82 % eran hispanos o latinos de cualquier raza.